# 코치 카터
《코치 카터》(영어: Coach Carter)는 2005년 개봉한 미국의 전기 스포츠 드라마 영화이다.

## 출연진
- 새뮤얼 L. 잭슨
- 롭 브라운
- 로버트 리샤드
- 릭 곤잘레즈
- 앤트완 태너
- 채닝 테이텀
- 어샨티
- 데비 모건
- 빈센트 라레스카
- 레이 베이커
- 옥타비아 스펜서
- 텍사스 배틀
- 에이드리엔 일라이자 바일론
- 데이나 데이비스
- 소니아 에디

## 기타 제작진
- 라인 제작: 낸 머랠러스
- 배역: 세라 핀, 랜디 힐러
- 미술: 카를로스 바르보사
- 의상: 더브레이 리틀